# مجالس رومانية

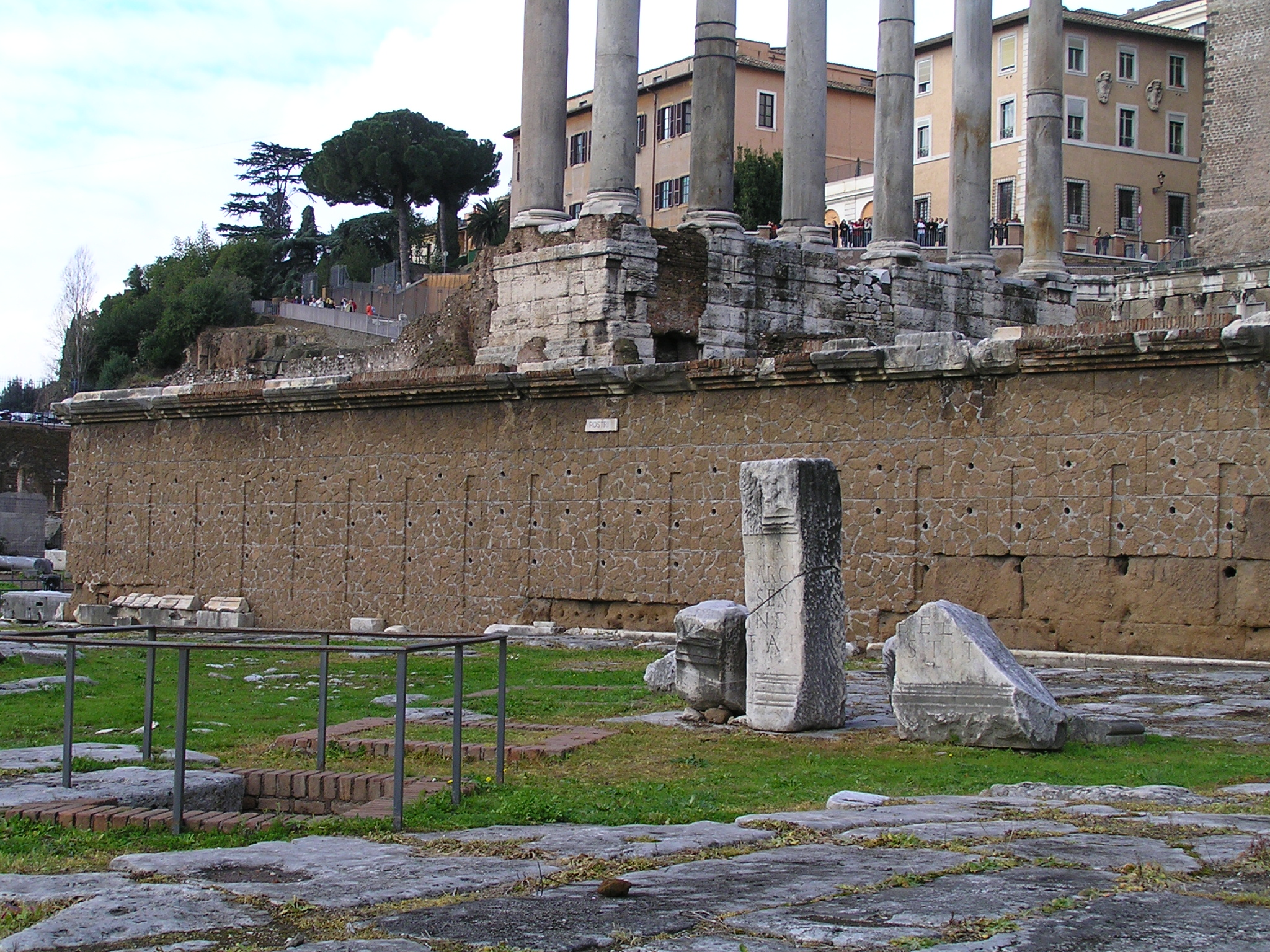
المنصة

المَجَالِسُ الرُّوْمَانِيَّة أو الرُّوْمِيَّة هي دور وأندية ومؤتمرات للتشاور والتشريع في رومة القديمة. كانت تعمل هذه المجالس كعمل البرلمان في العصر الحديث في رومية الكبرى، وكانت مناط التشريع والحل والعقد - ظاهراً - في الدولة. عملت جميع المجالس الرومية بالديمقراطية المباشرة، وبهذا قد كان جميع من بتلك الأندية من عامة الناس عوضاً عن أن يكونوا مختارين منتخَبين من الشعب. وسعى القياصرة والشيوخ الرومانيين دوماً للإستبداد بالأمر دون المجالس الرومية وإضعافها في الدولة. كانت تنقسم المجالس الرومية إلى مؤتمرات ومنتديات كثيرة، مثل مجلس الكوريا الشعبي والمجلس القبلي ونحوها.
عندما خططت مدينة رومة (في تاريخٍ يوضع عادة عند 753 ق.م)، أُسس مجلس الشيوخ إلى جانب مجلس آخر هو مجلس الكوريا. كان مجلس الكوريا هو النادي التشريعي الأول في رومة في عهد المملكة الرومية. وكان غايتة لإختيار الملوك الجدد، ولكن كان أيضاً له صلاحيات تشريعية أساسية. بعد تأسيس الجمهورية الرومية بمدَّة قصيرة في حوالي سنة 509 ق.م، انتقلت السلطة التشريعية الأساسية في روما إلى مجلسين جديدَين هما المجلس القَبَلَيّْ ("مجلس المواطنين") ومجلس المئة. مع تطاول الزمن، نُقِلت كل الحقوق التشريعية إلى مجلس آخر، هو مجلس البليبيين (أو مجلس الدهماء)، وقد كان هذا المجلس هو المسؤول عن إفساد التوازن الذي كان قائماً بين المجالس العامِيَّة ومجلس الشيوخ وإمبراطور الروم. فتظافرت تلك الأسباب لِتحول الدولة من الجمهورية إلى الإمبراطورية الرومية سنة 27 ق.م. في عهد الإمبراطورية، جمعوا المجالس العامة في مجلس الشيوخ، ورغم أن المجالس فقدت سلطانها في الدولة، إلا أنَّ الرومانيون استمرُّوا متجمهرين حولها لأغراضٍ مختلفة. لكن مع تتابع الزمان إنتهى أمر تلك الأندية بهجر الرومانيين لها.